# مرکز نمایشگاهی پاریس-لو بورژه
پارک نمایشگاهی پاریس-لو بورژه که همچنین با نام پارک نمایشگاهی لو بورژه شناخته می‌شود، در دسامبر ۱۹۸۲ گشایش یافت و مجموعه‌ای از ساختمان‌ها برای میزبانی نمایشگاه‌ها و رویدادها است. بخش عمده این پارک در قلمرو کمون لو بورژه و در نزدیکی فرودگاه پاریس-لو بورژه قرار دارد.

## ارائه

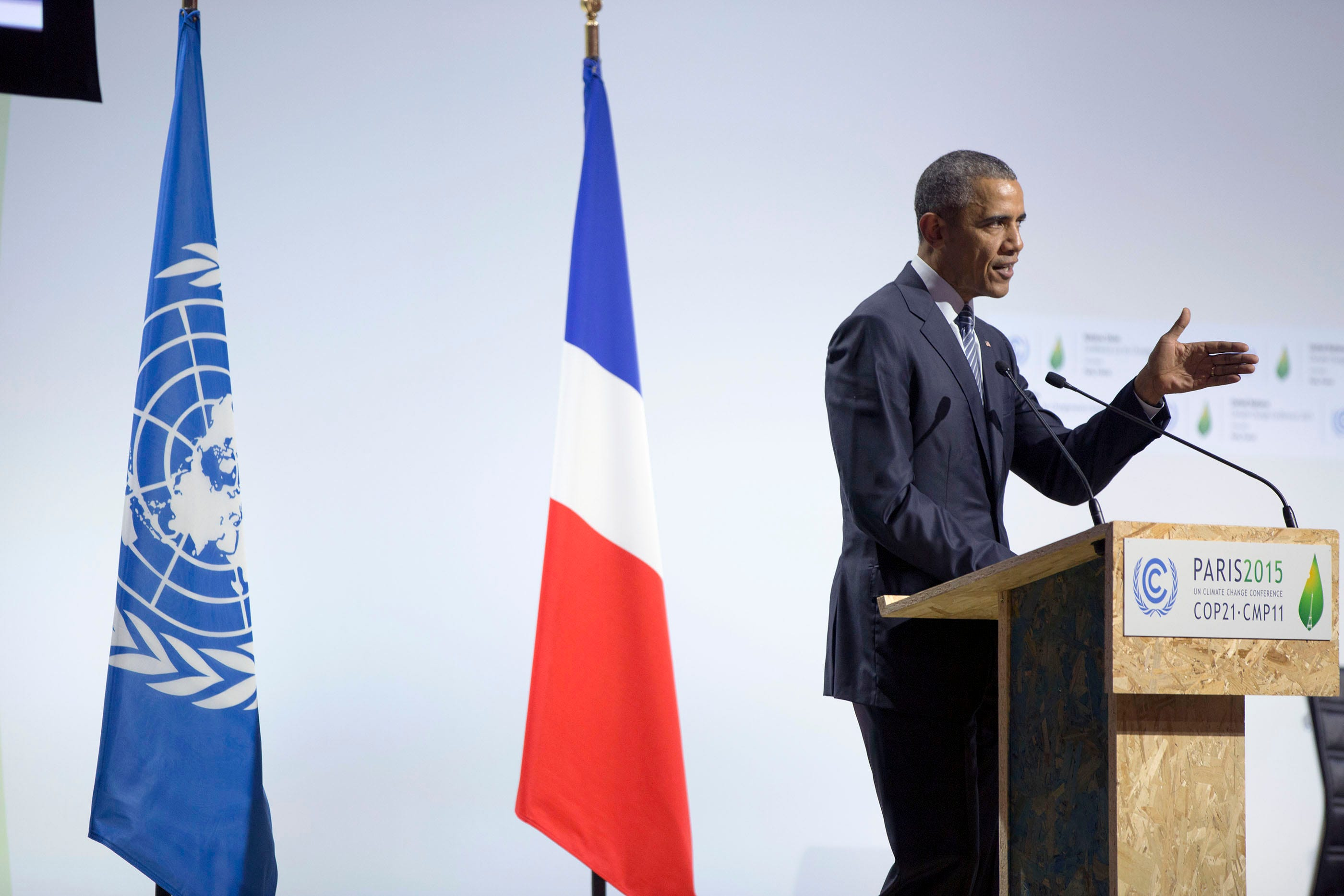
باراک اوباما در کنفرانس پاریس در سال ۲۰۱۵ در مرکز نمایشگاه.

این سایت دارای مساحت کلی برابر با ۸۰٬۰۰۰ متر مربع فضای سرپوشیده و بیش از ۳۵۰٬۰۰۰ متر مربع فضای بیرونی است. پارک نمایشگاهی لو بورژه به‌ویژه میزبان نمایشگاه بین‌المللی هوافضا و هوانوردی پاریس-لو بورژه (SIAE) است که هر دو سال یک‌بار برگزار می‌شود. همچنین این پارک میزبان کنفرانس پاریس ۲۰۱۵ درباره تغییرات اقلیمی و نشست بین‌المللی سازمان ملل متحد در خصوص تغییرات اقلیمی بوده که از ۳۰ نوامبر تا ۱۲ دسامبر ۲۰۱۵ برگزار شد.
از سال ۱۹۵۱، نمایشگاه بین‌المللی هوافضا و هوانوردی پاریس-لو بورژه (SIAE) هر دو سال یک‌بار در این محل برگزار می‌شود.
برای پاسخگویی به نیازهای فزاینده غرفه‌داران و بازدیدکنندگان، اطراف فرودگاه با سالن‌های دائمی، فضای قابل تنظیم و پارکینگ بزرگ توسعه یافته است.
به همین دلیل، پارک نمایشگاهی پاریس-لو بورژه میزبان رویدادهای دیگری غیر از SIAE نیز بوده است، از جمله نمایشگاه جهانی مدل‌سازی برای چند سال. برخی نشست‌های سیاسی نیز در این مکان برگزار شده‌اند؛ از جمله کنگره انتخاباتی نامزد حزب UMP برای ریاست‌جمهوری در نوامبر ۲۰۰۴.
با این حال، به صورت سالانه، این مجموعه میزبان رویدادهای دیگری نیز هست، از جمله نمایشگاه خودروهای تفریحی، گردهمایی سالانه مسلمانان فرانسه از سال ۱۹۸۴، نمایشگاه میلی‌پُل پاریس از سال ۱۹۸۴ و نمایشگاه آتوماِدون از سال ۲۰۰۱.

## دهکده‌ رسانه

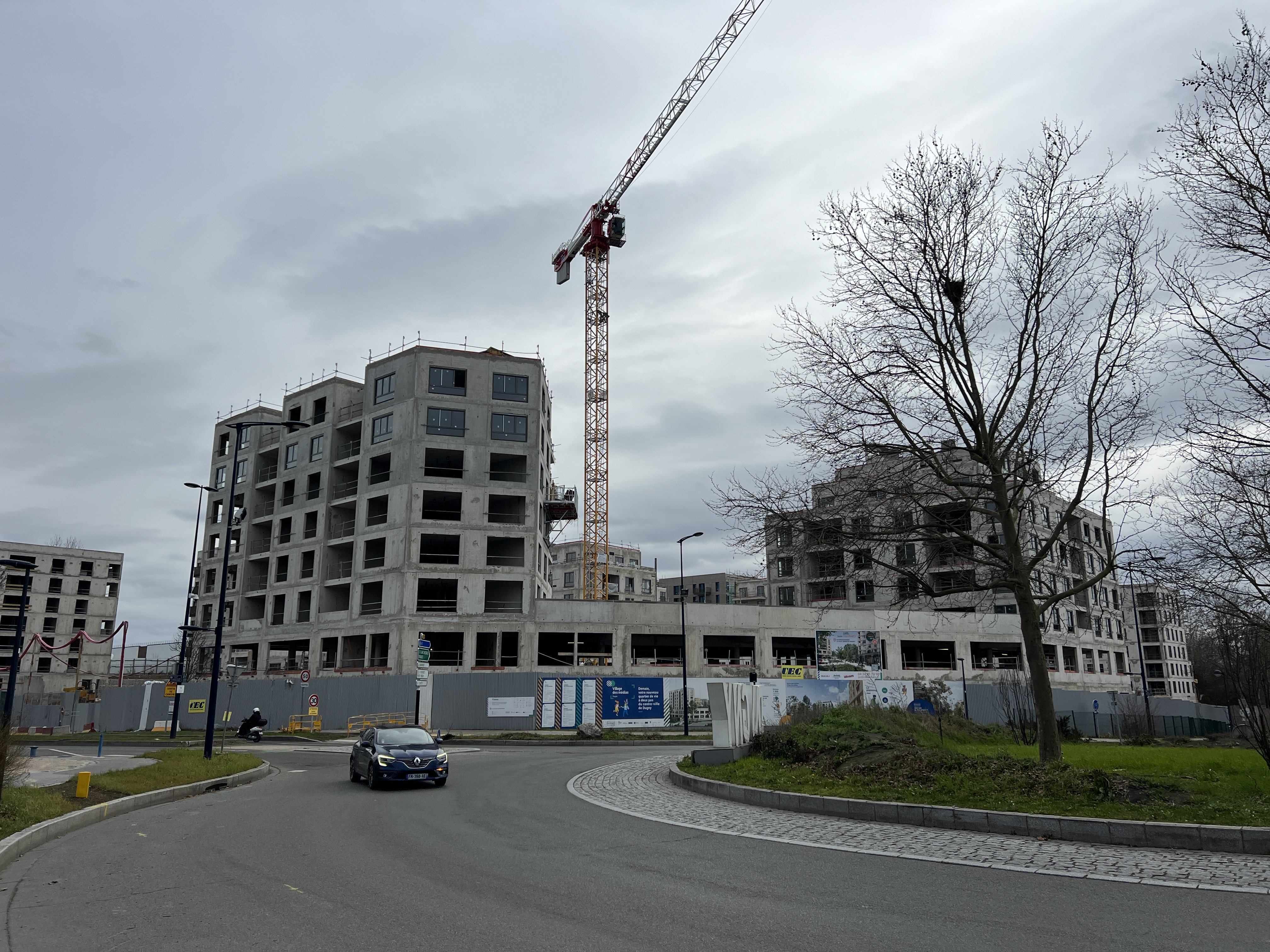
ساخت دهکده رسانه در سال ۲۰۲۳.

از سال ۲۰۰۷، پروژه سامان‌دهی منطقه‌ای با نام «کلاه‌های چینی» در دست اجرا است. این منطقه با مساحت ۱۰٫۳۵ هکتار که در ورودی شهر قرار دارد، از سال ۲۰۱۷ میزبان ایستگاه جدید ایستگاه دوگنی-لا کورنوو شده است. این پروژه شامل ساخت کمی بیش از ۳۰۰ واحد مسکونی، که ۲۰٪ آن‌ها مسکن اجتماعی خواهند بود، فروشگاه‌ها، یک مجموعه آموزشی جدید و یک مکان عبادت برای مسلمانان است. در سال ۲۰۱۰، کریستین بلان، دبیر دولت در منطقه پایتخت، این منطقه را به‌عنوان یکی از پروژه‌های شاخص پاریس بزرگ معرفی کرد که مدیریت آن باید توسط جامعه شهرنشینی فرودگاه لو بورژه انجام می‌شد.
با این حال، اختصاص میزبانی المپیک تابستانی ۲۰۲۴ به فرانسه در سال ۲۰۱۷ باعث بازنگری در این پروژه شد: دهکده رسانه‌ها در شش هکتار از منطقه «ایر دِ ون» مستقر شد، در حالی که بخشی از منطقه صنعتی به کاربری مسکونی تبدیل شد. برای اطمینان از پیوستگی جابه‌جایی بین دهکده رسانه‌ها و محل مسابقات صخره‌نوردی در لو بورژه، در سال ۲۰۲۳ یک گذرگاه دوگنی-لو بورژه برای عابران پیاده و دوچرخه‌سواران با طول ۱۲۵ متر بر فراز بزرگراه A1 نصب شد.